# Club Tiro Federal
El Club Tiro Federal es una entidad deportiva de la ciudad de Bahía Blanca, provincia de Buenos Aires. Fue fundado el 22 de julio de 1925. Actualmente, participa en la Liga del Sur (Bahía Blanca). Además, cuenta, entre sus actividades, bochas, patín, hockey, vóley, gimnasia rítmica, handball, y este año, se reincorporó el fútbol femenino. Tras renunciar a participar de la temporada inaugural del Torneo Regional Federal Amateur, participa únicamente en la liga bahiense.

## Historia
"Siendo las 24 horas y no habiendo otro asunto que tratar se levanta la sesión". Con estas palabras, que cerraban el Acta de Fundación, quedaba decretado el nacimiento del «Club Sportivo y Recreativo Tiro Federal».
El origen de este club data del 22 de julio de 1925, y fue como resultante de una vieja aspiración de numerosos jóvenes de la barriada tirense. Se materializa su fundación como resultado de reuniones y gestiones, que se efectuaban en el almacén de don Miguel Pí, lugar de congregación obligada de la gente del barrio.
Decidida la creación de la nueva institución se resuelve realizar la reunión en la peluquería de don Antonio López, ubicada en la calle 9 (hoy Castelar). Asistiendo, entre otros, los señores Miguel Pí, Enrique Vico, Raúl Esperanza, Humberto y Segundo Giusti, Federico Mela, Salvador Cammaratta, Higinio y Rogelio Conte, Hipólito Leyton, Antonio Roncoroni, Emeterio Del Río, Juan Penatti, Ramón Genaro, Sandalio Cejas, Julio Pascucci, Ángel Botta, Esteban Robles, Juan Bejarano —a la postre el primer presidente del club— José Migasso, Onofre Pirrone, Duilio Bartolaccini, Enrique Baliño, Armando Fabbi, Vicente Fontana, Benito Sebastián y el "dueño de casa" Antonio López.
Luego de discutidos ampliamente los propósitos de la reunión y decidida la fundación del club se resuelve labrar el acta. En la que se detallan las normas y reglamentación a las que se ajustará el funcionamiento de la naciente institución, estableciéndose que se denominará «Club Sportivo y Recreativo Tiro Federal», y que las principales actividades que se desarrollarían serían deportivas y sociales. La comisión directiva elegida en esta reunión fue presidida por el señor Juan Bejarano, a quien acompañaron como secretario general el señor Raúl Esperanza y como tesorero, el señor Antonio E. López. Firmó el acta constitutiva como secretario ad hoc el señor Vicente Fontana.
En la primera reunión posterior a la Asamblea de Fundación, se resuelve redactar el Estatuto y Reglamento; tras cambiar ideas se decide que los colores que identificarán a la institución, a moción del señor Esteban Robles (cuentan algunos que vio una flor de "pensamientos"), fueran amarillo y violeta en franjas verticales angostas. Teniendo en cuenta que uno de los objetivos principales era la práctica del fútbol y consecuentemente su actuación en la Liga del Sur, se procedió a la nominación de la subcomisión respectiva, integrándola los señores Raúl Esperanza como presidente; Esteban Robles, secretario; y Domingo Morales, Armando Cantaluppi e Higinio Conte, como vocales.
Logros en la liga del sur:
Tiro federal ha logrado ganar la liga del sur en la final del 2004 contra Villa Mitre en cancha de liniers; 1 a 0 fue la victoria.
En el 2013, salió campeón de vuelta contra su clásico rival Villa Mitre; 1 a 0 fue la victoria.
Luego de haber perdido la final en el apertura contra su clásico rival Bella Vista, el aurivioleta logró conseguir su tercer título, el clausura 2016, en el Carminatti, ganándole a Libertad sin público tirense. Los festejos se llevaron en la sede.
En el 2022 Tiro Federal logra ganar el título tras la victoria a Liniers en el partido de ida 2 a 1 y en el partido de vuelta en la Avenida Alem logro un empate (1-1) por lo cual el resultado global salió 3-2 dando campeón al aurivioleta.

### Ascenso al Federal A
Tiro Federal llega al Torneo Argentino B tras ser invitado formalmente por parte del Consejo Federal de AFA en el año 2012.
El club obtuvo destacadas actuaciones, tanto en la temporada 2012/13 como la temporada 2013/14.
Ya en el torneo de transición, denominado Torneo Federal B 2014, integró la Zona 3, finalizando en la tercera posición tras 12 jornadas disputadas. En los cuartos de final de dicho torneo, logra dejar en el camino a Cruz del Sur de Bariloche, en definición desde el punto penal. En la Semifinal, consigue vencer a uno de sus clásicos rivales, Villa Mitre, con un resultado global de 2 a 1.
La Final por el ascenso al Torneo Federal A, la definió frente a Rivadavia de Lincoln. En el partido de ida Rivadavia, dirigido en aquel entonces por Fabio Schiavi, venció en condición de visitante al club bahiense por 1 a 0.
| Torneo Federal B 2014 (Final 1 - Ida); 9 de febrero de 2015 | Tiro Federal (BB) | 0 - 1 | Rivadavia (L)        | Estadio Onofre Pirrone, Bahía Blanca, Buenos Aires |                              |
|                                                             |                   |       | - Barboza 55' (pen.) | Árbitro(s): Mariano González                       | Árbitro(s): Mariano González |

En el partido de vuelta, Tiro Federal logró imponerse 2 a 1 en el tiempo reglamentario, forzando la definición en la tanda de penales. Donde finalmente el conjunto comandado por Darío Bonjour lograría el ansiado ascenso de categoría.
| Torneo Federal B 2014 (Final 1 - Vuelta); 19 de febrero de 2015 | Rivadavia (L)                              | 1 - 2 (2 - 4 p.)           | Tiro Federal (BB)                        | Estadio El Coliseo, Lincoln, Buenos Aires |                                |
|                                                                 | - Graziano 69'                             |                            | - Tamalet 35' - Díaz 84'                 | Árbitro(s): Lucas Novelli Sanz            | Árbitro(s): Lucas Novelli Sanz |
|                                                                 |                                            | Tiros desde el punto penal |                                          |                                           |                                |
|                                                                 | - Starópoli - Velázquez - Macías - Rinaldi |                            | - Tamalet - Brunelli - Laumann - Ceccani |                                           |                                |

## Datos del club
- Temporadas en Primera División: 0
- Temporadas en segunda categoría: 0
- Temporadas en tercera categoría: 1
  - Torneo Federal A (1): 2015
- Temporadas en cuarta categoría: 5
  - Torneo Argentino B (2): 2012/13,[4] 2013/14
  - Torneo Federal B (3): 2014, 2016, 2017
- Temporadas en quinta categoría: 3
  - Torneo del Interior (3): 2005, 2009, 2012

## Jugadores

### Plantilla 2023
- Actualizado 2023

## Palmarés

### Torneos nacionales
- Cuarta División:
  - Torneo Federal B (1): 2014[9]

### Torneos regionales
- Liga del Sur (4): 2004, 2013,[10] 2016,[11] 2022[3]